# Песочня (Рязанская область)
Песочня — село в Путятинском районе Рязанской области, центр Песочинского сельского поселения.

## Географическое положение
Расположено на западе района, в 20 км от райцентра Путятино, на берегах реки Песочинка, левом притоке реки Пары, высота над уровнем моря 111 м.

## История
Первые упоминания о деревне Песошня относятся к 1594—1597 годам в платежных книгах Старорязанского стана. В качестве села отмечается в окладных книгах в 1676 года.
В 1835—1883 годах здесь жил видный общественный деятель Александр Иванович Кошелев; усадьба его располагалась в северо-западной части села.
В селе имеется церковь Покрова Пресвятой Богородицы, построенная в 1800 году на месте монастырской церкви бывшей Покровской кладбищенской Пустыни.

### Усадьба Песочня
Песочня в конце XVI века вотчина бояр С. В. и И. В. Годуновых. Усадьба основана в последней трети XVII века стольником князем Б. Ф. Долгоруковым (ум. до 1702), женатым на П. М. Вельяминовой-Зерновой (ум. 1712). В последней четверти XVIII века принадлежала покорителю Крыма генерал-аншефу князю В. М. Долгорукову-Крымскому (1772—1782), после его вдове А. В. Долгоруковой (1728—1805), урожденной Волынской). Далее их внуку князю В. В. Долгорукову (1787—1858), женатому на княжне В. С. Гагариной (1793—1833). В 1835 году усадьбу с винокуренным заводом купил общественный деятель, уездный предводитель дворянства, славянофил, надворный советник А. И. Кошелёв (1806—1883), женатый на О. Ф. Петрово-Соколово (1816—1893). Потом Крестьянский поземельный банк, с 1899 года находилась в ведении министерства Государственных имуществ.
А. И. Кошелёв завел образцовое многоотраслевое хозяйство. В имении действовали винокуренный, маслосыродельный, крахмала-паточный и сахарный заводы. Работали ремонтные мастерские, кожевенный цех, кирпичный завод и мельницы.
Сохранились руинированные двухэтажный главный дом, соединенный одноэтажными переходами с двухэтажными флигелями — начала XIX века в стиле классицизм. Комплекс хозяйственных и служебных построек. Пейзажный парк из смешанных пород деревьев второй половины XIX века. Здание начальной школы, открытой в 1839 году А. И. Кошелёвым.
Покровская церковь 1787—1791 годов построена князем В. М. Долгоруковым-Крымским вместо прежней деревянной, утрачена.
Ещё одна усадьба при селе в последней трети XVII века принадлежала И. Ф. Стрешневу-Меньшому. В последней четверти XVIII века — начале XIX века помещику Г. Н. Савину и далее его сыну прапорщику А. Г. Савину (ум. 1813). В середине и второй половине XIX века — уездному предводителю дворянства титулярному советнику А. В. Колюбакину (г/р 1823). В начале XX и 1910-х годов купцам братьям П. В. и В. В. Полуниным.
Усадебные постройки и церковь Благовещения 1800—1805 годов сооруженная помещиком Г. Н. Савиным вместо прежней деревянной, утрачены. При церкви был похоронен сын храмоздателя А. Г. Савин.
На базе Песочинской школы создан музей А. И. Кошелёва.

## Население
| 1859 | 1897  | 1906  | 1926  | 2002 | 2010 |
| ---- | ----- | ----- | ----- | ---- | ---- |
| 2499 | ↗3301 | ↗3693 | ↗3774 | ↘890 | ↘768 |

## Известные уроженцы
- Никандр Ханаев — солист и заместитель директора Большого театра.
- Черняев Алексей Ильич — Герой Советского Союза[8]
- Зубков, Валентин Иванович (1923 − 1979) — Заслуженный артист РСФСР, Лётчик-истребитель.